# Cristian Brâncuși
Cristian Brâncuși (* 9. August 1951 in Târgu Jiu) ist ein rumänischer Dirigent und Komponist.

## Leben
Der Sohn des Musikwissenschaftlers Petre Brâncuși studierte an der Nationalen Musikuniversität Bukarest Komposition und Dirigieren bei Constantin Bugeanu. Er besuchte dann Meisterkurse. 1975 bei Igor Markevitch in Weimar, 1976 bei Witold Rowicky in Wien sowie zwischen 1978 und 1982 bei Sergiu Celibidache. Parallel nahm er an Karl Österreichers Kursen an der Universität für Musik und darstellende Kunst Wien teil. Von 1977 bis 1983 war er ständiger Dirigent der Paul-Constantinescu-Philharmonie in Ploiești, danach leitete er das Sinfonieorchester des rumänischen Hörfunks und Fernsehens in Bukarest. 1990 wurde er Dirigent des Kammerorchesters des rumänischen Rundfunks, 1992 Professor für Dirigieren an der Musikuniversität Bukarest.
Brâncuși dirigierte u. a. Konzerte in Italien, Deutschland, Polen, Russland, Jugoslawien, Bulgarien, Ungarn, auf den Philippinen, in den USA, in Spanien, Venezuela und Uruguay. Er spielte zahlreiche Aufnahmen für Radio und Fernsehen sowie Filmmusiken sowie Aufnahmen für die Plattenlabel Electrecord und AKSAK ein. Sein besonderes Interesse gilt der zeitgenössischen Musik, und er fördert junge Musiker, denen er oft die Möglichkeit gibt, in seinen Konzerten als Solisten aufzutreten.
Selbst komponierte Brâncuși u. a. kammermusikalische, sinfonische und vokalsinfonische Werke. Er ist Mitglied des rumänischen Komponistenverbandes und der Internationalen Gesellschaft für Neue Musik. 2003 erhielt er den Titel eines Doktors der Musik. Im Jahr 2005 erschien sein musikwissenschaftliches Werk Estetica muzicală în viziunea lui Dimitrie Cuclin.